# Stazione di Chiusi-Chianciano Terme
Stazione di Chiusi-Chianciano Terme vasútállomás Olaszországban, Chiusi településen.

## Vasútvonalak
Az állomást az alábbi vasútvonalak érintik:
- Firenze–Róma-vasútvonal
- Toszkánai Központi Vasút

## Kapcsolódó állomások
A vasútállomáshoz az alábbi állomások vannak a legközelebb:
- Stazione di Castiglion del Lago
- Stazione di Città della Pieve
- Stazione di Montallese